# Лейтон, Лора
Ло́ра Ле́йтон (англ. Laura Leighton, род. 24 июля 1968) — американская актриса, номинант на премию «Золотой глобус» в 1995 году. Лейтон наиболее известна по своей роли Сидни Эндрюс в телесериале «Мелроуз Плейс», где она снималась в 1993—1997 годах, и его спин-оффе 2009 года. Также она известна по роли Эшли Марин в сериале «Милые обманщицы», где снималась с 2010 по 2017 годы.

## Карьера
Лора Лейтон наиболее известна благодаря своей роли Сидни Эндрюс в прайм-тайм мыльной опере «Мелроуз Плейс». Она получила эту роль в 1993 году, работая до этого официанткой в Лос-Анджелесе. Первоначально она должна была появиться лишь в двух эпизодах, но из-за своего успеха Лейтон была вскоре повышена до регулярного состава, а её персонаж стал в итоге одним из самых популярных злодеев девятилетия.
В 1995 году Лора Лейтон номинировалась на премию «Золотой глобус» за свою работу в сериале. В тот же период она стала частым героем таблоидов из-за романа с Грантом Шоу, коллегой по сериалу. В 1994 году она появилась на обложке журнала Entertainment Weekly, а ранее с Хизер Локлир и Джози Биссет в Rolling Stone. В 1995 году Лейтон была названа одним из пятидесяти самых красивых людей мира по версии журнала People. В перерывах между съёмками в сериале, Лейтон пробовала себя в других ролях. Она сыграла главные роли в таких телефильмах как «Другая женщина» и «Во имя любви». В 1995 году, на пике славы, Лейтон выступила в комедийном шоу Saturday Night Live.
В 1997 году Лейтон покинула «Мелроуз Плейс» и в следующем году Аарон Спеллинг пригласил её в «Беверли-Хиллз, 90210», специально написав под актрису роль и вдобавок заплатил ей шестизначную зарплату за каждый из эпизодов. В 1999 году она попробовала свои силы на большом экране, снявшись в нескольких независимых фильмах, но они не имели успеха. Она вернулась на телевидение, где продолжала играть разнообразные роли.
В двухтысячных, Лейтон сыграла главные роли в нескольких телефильмах, в основном, для канала Lifetime. Она снялась в недолго просуществовавших сериалах «Кожа» и «Взгляды», а также была гостем в «Юристы Бостона», «Закон и порядок: Специальный корпус», «C.S.I.: Место преступления Майами» и «Акула». В 2009 году она вернулась к своей роли Сидни Эндрюс в возрожденный «Мелроуз Плейс». После она была приглашена на роль матери одной из главных героинь в сериал «Милые обманщицы», который стартовал в 2010 году.

## Личная жизнь
В 1998 году Лора Лейтон вышла замуж за своего коллегу по сериалу «Мелроуз Плейс», Дуга Саванта. У них двое детей: Джек (2000) и Люси (2005). У неё также двое детей от предыдущего брака.

## Фильмография

### Телевидение
| Год       | Название на русском                   | Название на английском                 | Роль               | Примечания                    |
| --------- | ------------------------------------- | -------------------------------------- | ------------------ | ----------------------------- |
| 1993      | Жертва любви: История Шеннон Мор      | Victim of Love: The Shannon Mohr Story | Тур-агент          | Телефильм                     |
| 1995      | Другая женщина                        | The Other Woman                        | Кэролин            | Телефильм                     |
| 1995      | Во имя любви: Техасская трагедия      | In the Name of Love: A Texas Tragedy   | Лоретта Уайлдером  | Телефильм                     |
| 1993—1997 | Мелроуз Плейс                         | Melrose Place                          | Сидни Эндрюс       | Регулярная роль, 126 эпизодов |
| 1998      | Купидон                               | Cupid                                  | Кристи Холбрук     | 1 эпизод                      |
| 1998      | Беверли-Хиллз, 90210                  | Beverly Hills, 90210                   | Софи Бернс         | 6 эпизодов                    |
| 1998      | Жестокий город: Рождественский убийца | Naked City: A Killer Christmas         | Джерри Миллар      | Телефильм                     |
| 2000      | За гранью возможного                  | The Outer Limits                       | Энн Мари Рейнольдс | 1 эпизод                      |
| 2000      | Завтра наступит сегодня               | Early Edition                          | Джинджер           | 1 эпизод                      |
| 2002      | Мы ещё встретимся                     | We’ll Meet Again                       | Фрэн Силмэн        | Телефильм                     |
| 2003      | Кожа                                  | Skin                                   | Синтия Петерсон    | Регулярная роль, 8 эпизодов   |
| 2004      | Вернуть из мёртвых                    | Tru Calling                            | Джордан Дэвис      | 1 эпизод                      |
| 2004      | Изо всех сил                          | A Deadly Encounter                     | Джоанн Сандерс     | Телефильм                     |
| 2005      | Взгляды                               | Eyes                                   | Лесли Таун         | Регулярная роль, 12 эпизодов  |
| 2006      | C.S.I.: Место преступления Майами     | CSI: Miami                             | Алисса Принц       | 1 эпизод                      |
| 2006      | Юристы Бостона                        | Boston Legal                           | Эрика Доленц       | 2 эпизода                     |
| 2007      | Акула                                 | Shark                                  | Анджела Корбин     | 1 эпизод                      |
| 2007      | Закон и порядок: Специальный корпус   | Law & Order: Special Victims Unit      | Лилиан Райс        | 1 эпизод                      |
| 2007      | Ноты любви                            | Love Notes                             | Нора Фланнери      | Телефильм                     |
| 2008      | Дочь Дэниела                          | Daniel’s Daughter                      | Кейт Мадиджин      | Телефильм                     |
| 2009      | Дырявые заборы                        | Mending Fences                         | Келли Фарадей      | Телефильм                     |
| 2009—2010 | Мелроуз Плейс                         | Melrose Place                          | Сидни Эндрюс       | 7 эпизодов                    |
| 2010—2017 | Милые обманщицы                       | Pretty Little Liars                    | Эшли Марин         | Главная роль, 92 эпизода      |
| 2018      | Реанимация                            | Code Black                             | Соня Финн          | 1 эпизод                      |
| 2018      | Рождество на Ханисакл-лейн            | Christmas on Honeysuckle Lane          | Энди               | Телевизионный фильм           |
| 2020      | Лучшее в Лос-Анджелесе                | LA’s Finest                            | Карен Скотт        | 1 эпизод                      |
| 2021      | Династия                              | Dynasty                                | Корин Саймон       | 1 эпизод                      |
| 2021      | Остров фантазий                       | Fantasy Island                         | Нетти              | 1 эпизод                      |

### Фильмы
| Год  | Название на русском | Название на английском | Роль            | Примечания      |
| ---- | ------------------- | ---------------------- | --------------- | --------------- |
| 1999 | Ангелы, детка!      | Angels, Baby!          | Джессика        |                 |
| 1999 | Чистые деньги       | Clean and Narrow       | Мари            |                 |
| 1999 | Семь подружек       | Seven Girlfriends      | Анабет          |                 |
| 2001 | Небо под ногами     | The Sky Is Falling     | Эмбер Ли        |                 |
| 2008 | Закопанные          | The Burrowers          | Гертруда Спаркс | Direct-to-video |